# Fouga
Fouga är en ort i Burkina Faso.   Den ligger i provinsen Province du Yagha och regionen Sahel, i den östra delen av landet, 220 km nordost om huvudstaden Ouagadougou. Fouga ligger 266 meter över havet och antalet invånare är 874.
Terrängen runt Fouga är platt. Runt Fouga är det ganska glesbefolkat, med 21 invånare per kvadratkilometer.. Närmaste större samhälle är Dadounga, 8,1 km väster om Fouga.
Trakten runt Fouga består i huvudsak av gräsmarker.